# Чубурски поток
Чубурски поток је један од многих београдских водотока несталих услед урбанизације града.
Текао је правцем данашњег Јужног Булевара (раније Булевар Црвене армије), долином јужно од данашњих насеља Чубура и Неимар, углавном у правцу запад-југозапад. Код Аутокоманде се уливао у Мокролушки поток, који је такође претворен у подземни колектор.
Извор овог потока (на почетку Чубурске улице) је имао малу издашност, па је на њега било постављено, укопано у земљу, буре без дна. Ова направа се називала стублина, или на турском чубура (çubura) и одатле је вероватно потекао назив потока и насеља Чубуре. По другом објашњењу, назив потиче од биљке чубар љубичастих цветова којих је наводно било доста око потока.